# Honoré-Gabriel de Miollis
Pour les articles homonymes, voir Miollis.
Pour les autres membres de la famille, voir Famille de Miollis.
Le baron Honoré-Gabriel-Henri de Miollis (né le 22 juillet 1758 à Aix-en-Provence et mort le 10 décembre 1830 à Paris) est un administrateur sous la Révolution française et le Directoire puis préfet sous le Premier Empire.

## Biographie
D'une famille anoblie en 1770, il est le fils de Joseph-Laurent de Miollis (1715-1792), lieutenant-général civil et criminel en la sénéchaussée d'Aix, conseiller au Parlement, et de Marie-Thérèse-Delphine Boyer de Fonscolombe (fille d'Honoré Boyer de Fonscolombe (en)). Il est le frère de Mgr Bienvenu de Miollis et des généraux Sextius Alexandre François de Miollis et Balthazar de Miollis.
Docteur en droit à vingt-et-un ans, avocat en 1779, il se consacre à la défense des pauvres. Il est nommé juge-garde des monnaies en 1788 et commissaire du roi près le tribunal criminel des Bouches-du-Rhône de 1791 à 1792.
Commissaire près le tribunal civil et criminel de Vaucluse en 1796, commissaire central dans le département des Bouches-du-Rhône en 1797, commissaire du directoire exécutif près l'administration centrale des Bouches-du-Rhône, avant le 26 frimaire an V (16 décembre 1796), il est révoqué et remplacé le 26 vendémiaire an VI (17 octobre 1797).
Il est préfet du Finistère le 28 mars 1805 au 16 février 1810.
Il est créé baron héréditaire par lettres patentes du 22 juillet 1820
Il était membre de la Société des antiquaires de France.